# Tetranychus umalii
Tetranychus umalii är en spindeldjursart som beskrevs av Rimando 1962. Tetranychus umalii ingår i släktet Tetranychus och familjen Tetranychidae. Inga underarter finns listade i Catalogue of Life.